# Келата
Келата (рум. Călata) — село у повіті Клуж в Румунії. Входить до складу комуни Келецеле.
Село розташоване на відстані 356 км на північний захід від Бухареста, 46 км на захід від Клуж-Напоки.

## Населення
За даними перепису населення 2002 року у селі проживала 451 особа. Рідною мовою 450 осіб (99,8%) назвали румунську.
Національний склад населення села:
| Національність | Кількість осіб | Відсоток |
| -------------- | -------------- | -------- |
| румуни         | 446            | 98,9%    |
| угорці         | 5              | 1,1%     |